# Cases Josefa Villanueva
Les Maisons Josefa Villanueva sont deux bâtiments modernistes, catalogués comme bien culturel d'intérêt local, situées dans le district de l'Eixample à Barcelone. Le projet a été dessiné par l'architecte Juli M. Fossas i Martínez en 1904, sa construction durant jusqu'en 1909.
L'élément le plus caractéristique est une tribune ouverte de pierre, qui occupe un des angles, identique à celle qui occupait l'autre bout, malheureusement perdue lors d'une restauration ancienne.

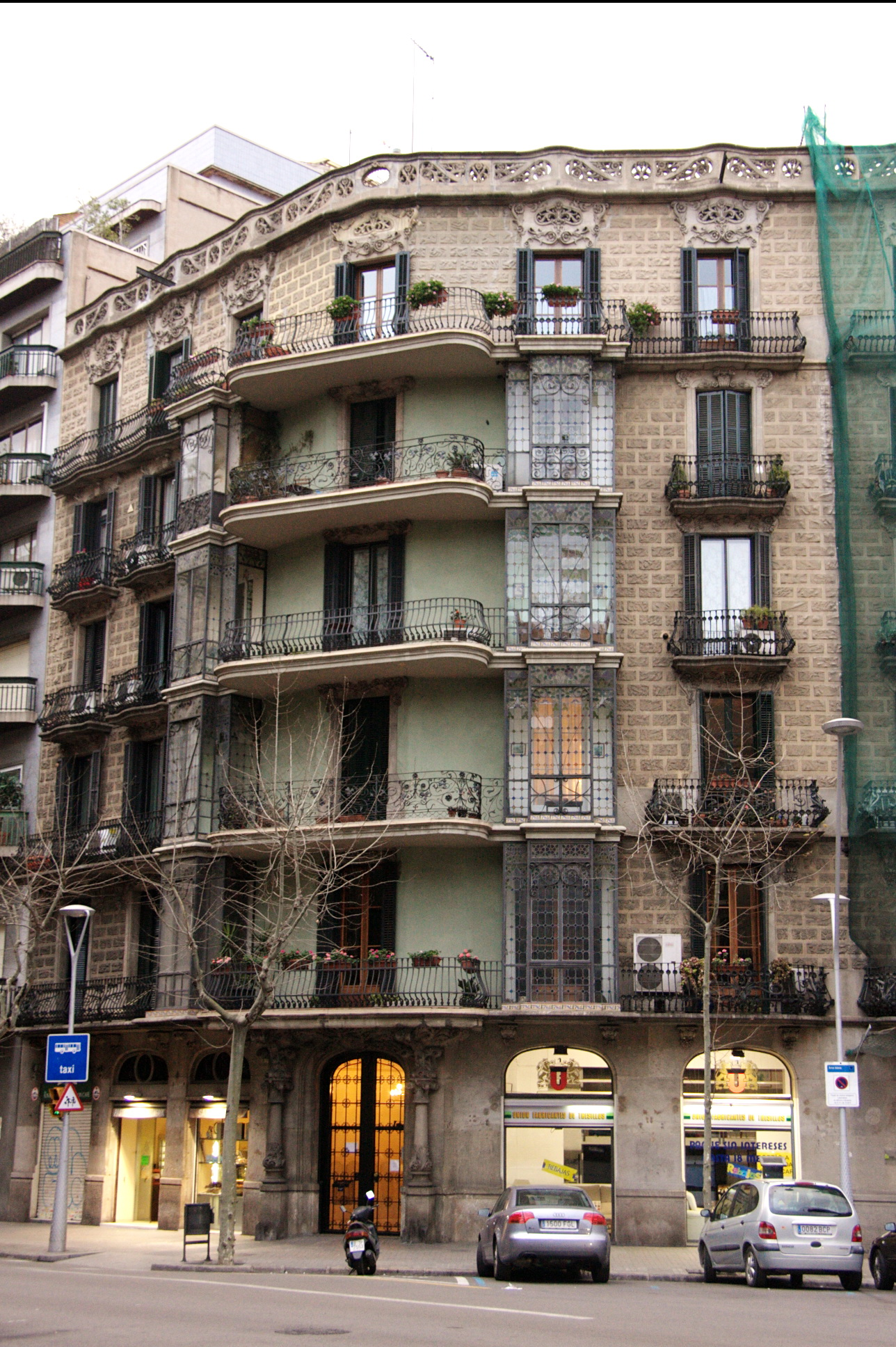
Façade de la rue Roger de Lluria, sans la tribune originale

Le caractère unitaire de cette façade reste rompu aujourd'hui par la disparition d'une des impressionnantes tribunes qui occupait un des sommets de l'angle.

## Source de traduction
- (ca) Cet article est partiellement ou en totalité issu de l’article de Wikipédia en catalan intitulé « Cases Josefa Villanueva » (voir la liste des auteurs).